# Дулово
Ду̀лово е град в Североизточна България, област Силистра. Той е административен център на община Дулово и е третият по население град в областта след Силистра и Тутракан.
По данни на ГРАО към 16 септември 2023 г. в града живеят 7175 души по настоящ адрес и 8264 души по постоянен адрес.
През 1942 г. с указ на цар Борис III селището официално получава името Дулово. Името е предложено от тогавашния кмет Андрей Хаджиниколов, който го избира, вдъхновен от прабългарския род Дуло, символ на националната идентичност и историческата приемственост.
Източник: Николай Хаджиниколов, История за Велико Търново и Хаджиниколовия род, изд. "Фабер", Велико Търново, 2010 г., стр. 164. 

## История
Първото сведение за съществуването на града се открива в турско-арабски документ от 1573 г. В близост до града се е намирало селище с името Алени Бахча (в превод от тур. — "видна градина"). Преди Освобождението на България от османска власт в селището се заселват българи от Преславско.
Селището е било опожарявано многократно, но жителите му са основали ново селище с името Аккадънлар (в превод на български — "белите жени"). За известно време селището е носило и името Чардак. През 1878 г. в населеното място са живели 100 турски и 25 български семейства, а общото население е възлизало на 900 жители. През 1946 г. населението е стигнало до 1841 жители, а десет години по-късно — до 5910 души.
В средата на населеното място се е намирал Каз Гьолджук — гьолът на гъските. Населеното място и околността му са били безводни. Преди време е имало два кладенеца, дълбоки 35–40 м. Когато пресъхнели тези кладенци, хората пренасяли вода с бъчви от местност, намираща се на север и наречена Бунарлар дереси ("Долината на кладенците"). Там е имало 45 пълноводни кладенеца.
На 2 септември 1916 г. Първата пехотна софийска дивизия временно освобождава селището от румънска власт. От 20-те години на XX век селището е в Румъния, но след Крайовската спогодба от 1940 г. е върнато на България. На 25 ноември 1940 г. населението на Аккадънлар начело с околийския управител Георги Иванов и кмета М. Попов посреща преселници от Северна Добруджа. Местният клон на Червения кръст урежда кухни с топла храна за преселниците. През 1942 г. селото е преименувано на Дулово, на името на българската династия Дуло. На 30 януари 1960 г. е обявено за град.
В близост до града е разположен парк „Жажда“. Това е селищната могила. Районът е бил заселен още от древността. Намерени са останки от керамични съдове, монети, оръжия, инструменти, основи на сгради и много други. В миналото там е текла река и е имало многобройни извори. Сега е вододайна зона.

## География
Общината се характеризира с предимно равнинен релеф, пресечен от суходолия с различна ширина в посока север-юг. Около тях са изградени почти всички населени места в Добруджа. Преобладаващата надморска височина е от 150 до 250 м.
Районът е широко отворен на север. Откритата теренна конфигурация обуславя достъпа на ветровете от всички посоки, като най-чести са югоизточните и южните ветрове. През зимните месеци духат силни студени североизточни ветрове, които предизвикват снегонавявания. През лятото често явление е появата на силни сухи ветрове, които пораждат ерозия на почвата.
Годишната сума на валежите е 650 мм, което е под средната за страната стойност. Засушаванията през летните месеци се отразяват неблагоприятно на тревната и дървесната растителност в общината.
Горските масиви заемат 23% от територията на общината. Преобладават естествени насаждения от дъб, цер, габър и други. Иглолистните видове са внесени допълнително при реконструкция на горите със стопанско предназначение или оформят междуселищното пространство.

## Население
Численост на населението според преброяванията през годините:
| \| Година на преброяване \| Численост \| \| --------------------- \| --------- \| \| 1934 \| 1532 \| \| 1946 \| 1992 \| \| 1956 \| 5860 \| \| 1965 \| 8048 \| \| 1975 \| 9894 \| \| 1985 \| 10 888 \| \| 1992 \| 7618 \| \| 2001 \| 6997 \| \| 2011 \| 6537 \| \| 2021 \| 5795 \| |           |
| Година на преброяване | Численост |
| 1934 | 1532      |
| 1946 | 1992      |
| 1956 | 5860      |
| 1965 | 8048      |
| 1975 | 9894      |
| 1985 | 10 888    |
| 1992 | 7618      |
| 2001 | 6997      |
| 2011 | 6537      |
| 2021 | 5795      |

### Етнически състав
Численост и дял на етническите групи според преброяването на населението през 2011 г.:
|                     | Численост | Дял (в %) |
| Общо                | 6537      | 100       |
| Българи             | 2946      | 45,06     |
| Турци               | 2349      | 35,93     |
| Цигани              | 458       | 7         |
| Други               | 22        | 0,33      |
| Не се самоопределят | 34        | 0,52      |
| Неотговорили        | 728       | 11,13     |

## Икономика
До началото на 90-те години на XX век икономиката на Дулово е насочена към индустриално развитие. Основните отрасли са машиностроене и металообработване, шивашка (по-рано и текстилна) индустрия и производство на комбинирани фуражи. По-малко застъпени са производството на строителни компоненти от полимерни изделия и хранително-вкусовата индустрия (най-вече първична преработка на мляко, а също производство на хляб и хлебни изделия).
Дулово винаги е било и си остава център на земеделски район, известен със зърнопроизводството си. Индустриалните отрасли, които все пак намират място в икономиката на града, са свързани преди всичко с първичната преработка на земеделската продукция. Останало е и шевното производство, което се развива от малки предприятия с относително ограничено стопанско значение.

## Обществени институции
Администрация на Община Дулово, ул. „Васил Левски“ 18

## Забележителности
- Читалище „Никола Й. Вапцаров“.
- Историческият музей в Дулово е открит през 1988 г. Разполага с експонати в четири отдела: археология, етнография, нова и най-нова история и галерия.
- Паметници:
  - Паметник на загинали във войните граждани от Дуловския край: 1912–1913 г., 1915–1918 г., 1941–1945 г.
  - Паметник „Жажда“.
  - Паметник на Васил Левски.

Кратерът Дулово на Марс е именуван в чест на гр. Дулово.

## Редовни събития
Ежегодно през месец май се провеждат културни мероприятия под надслов „Дни на моя град“.